# Voice Push! presents ふれふれ!
『Voice Push! presents ふれふれ!』（ボイスプッシュプレゼンツ ふれふれ）は、2011年1月4日から2014年3月19日まで文化放送超!A&G+で放送されていた簡易動画付きラジオ番組。パーソナリティは市来光弘。

## 番組概要
文化放送では、月刊De☆Viewとのタイアップで、声優オーディション「Voice Push!」を展開している。この番組では、月刊De☆Viewや「Voice Push!」と連動しながらも、これからオーディションを受けようとする人や、デビューした人を応援する。

### 放送時間
月2回更新 （第1月曜日を基準として第1週・第3週更新）
- 2011年1月4日 - 2011年3月22日

火曜日 16:00 - 16:30 （リピート放送: 水曜日 6:00 - 6:30、土曜日 20:00 - 20:30）
- 2011年4月5日 - 2011年9月20日

火曜日 16:00 - 16:30 （リピート放送: 水曜日 6:00 - 6:30）
- 2011年10月7日 - 2012年6月22日

金曜日 18:00 - 18:30 （リピート放送: 金曜日 27:30 - 28:00、土曜日 11:30 - 12:00）
- 2012年7月6日 - 2012年9月21日

金曜日 18:00 - 18:30 （リピート放送: 金曜日 27:30 - 28:00、土曜日 8:00 - 8:30）
- 2012年10月5日 - 2012年12月21日

金曜日 18:30 - 19:00 （リピート放送: 金曜日 27:30 - 28:00、土曜日 8:00 - 8:30、月曜日 7:30 - 8:00）
- 2013年1月9日 - 2013年3月20日

水曜日 18:30 - 19:00 （リピート放送: 水曜日 27:30 - 28:00、木曜日 7:30 - 8:00、土曜日 8:00 - 8:30）
- 2013年4月3日 - 2013年9月18日

水曜日 18:30 - 19:00 （リピート放送: 水曜日 27:30 - 28:00、木曜日 7:30 - 8:00）
- 2013年10月9日 - 2014年3月19日

水曜日 18:30 - 19:00 （リピート放送: 水曜日 26:00 - 26:30、木曜日 8:30 - 9:00）

### パーソナリティ
市来光弘

## コーナー
別冊ビジュアルデビュー
月刊De☆Viewで特集されている記事を、動画を通してわかりやすく紹介する。
目指せデビュー!ふれふれアカデミー
市来が講師となり、声優・俳優に必要なスキルに挑戦する。

## ゲスト
- 第1回（2011年1月4日） 志保
- 第3回（2011年2月8日） ももいろクローバー
- 第4回（2011年2月22日） 瀬口かな（中野腐女シスターズ）
- 第5回（2011年3月8日） 阿久津愼太郎（D2）
- 第7回（2011年4月5日） 原田まりる（中野腐女シスターズ）
- 第8回（2011年4月19日） 仲谷明香（AKB48）
- 第9回（2011年5月3日） 紫集院曜介、武器屋桃太郎、緑川狂平、青明寺浦正（腐男塾）
- 第10回（2011年5月17日） 橘ゆりか（アイドリング!!!）
- 第11回（2011年6月7日） 富田麻帆
- 第12回（2011年6月21日） 北原沙弥香
- 第13回（2011年7月5日） 麻生夏子
- 第14回（2011年7月19日） 矢神久美、平松可奈子（SKE48）
- 第15回（2011年8月2日） 山田悠介（D-BOYS）
- 第16回（2011年8月16日） 石田晴香（AKB48）
- 第17回（2011年9月6日） 日南響子
- 第18回（2011年9月20日） 志保
- 第19回（2011年10月7日） 喜屋武ちあき（中野腐女シスターズ）
- 第20回（2011年10月21日） 田名部生来（AKB48）、番組見学者2人
- 第21回（2011年11月11日） 根岸愛、増井みお（ぱすぽ☆）
- 第22回（2011年11月25日） 染谷俊之
- 第24回（2011年12月23日） 浦えりか（中野腐女シスターズ）
- 第25回（2012年1月6日） 前島亜美（SUPER☆GiRLS）
- 第26回（2012年1月20日） Dorothy Little Happy
- 第27回（2012年2月10日） 水瀬いのり
- 第28回（2012年2月24日） 山田裕貴（D2）
- 第29回（2012年3月9日） Doll☆Elements
- 第30回（2012年3月23日） 佐藤すみれ（AKB48）
- 第31回（2012年4月6日） 長野せりな（アイドリング!!!）
- 第32回（2012年4月20日） 廣瀬大介
- 第33回（2012年5月11日） 阿久津愼太郎（D2）
- 第34回（2012年5月25日） 木下百花、三田麻央（NMB48）
- 第35回（2012年6月8日） 米重晃希、町山博彦（読者モデル）
- 第36回（2012年6月22日） 林沙奈恵、村田玲奈（よしもとグラビアエージェンシー）
- 第37回（2012年7月6日） 西井幸人（D2）
- 第39回（2012年8月10日） 菅由彩子
- 第40回（2012年8月24日） 小桃音まい
- 第41回（2012年9月7日） 原嶋元久
- 第42回（2012年9月21日） 吉村瑠莉、原田里佳子、芦原優愛（Tokyo Cheer② Party）
- 第43回（2012年10月5日） 桜のどか、早瀬愛夢、塩谷彩香（アリス十番）
- 第44回（2012年10月19日） 五十嵐隼士（D☆DATE）
- 第45回（2012年11月9日） りなはむ、ひなひ、ゆえち（アキシブproject）
- 第46回（2012年11月23日） 光上せあら（新生せあらーずエンジェルとおいろけ先輩、元SDN48）
- 第47回（2012年12月7日） 芹澤優、久保田未夢、澁谷梓希（i☆Ris）
- 第48回（2012年12月21日） 京本有加（腐男塾）
- 第49回（2013年1月9日） 小野恵令奈
- 第50回（2013年1月23日） 相馬圭祐
- 第51回（2013年2月6日） 鈴木勝吾
- 第52回（2013年2月20日） あい、かりん、やよい（とちおとめ25）
- 第53回（2013年3月6日） 荒川ちか（乙女新党）
- 第54回（2013年3月20日） 葵わかな（乙女新党）
- 第55回（2013年4月3日） 阿久津愼太郎、池岡亮介（D2）
- 第56回（2013年4月17日） 三輪隆博、番組見学者2人
- 第57回（2013年5月8日） 黒木ひなこ、天木じゅん、小野寺なほ（ぱー研!）
- 第58回（2013年5月22日） 松下唯
- 第59回（2013年6月5日） 溝口恵
- 第60回（2013年6月19日） 高見奈央、渡邊璃生（ベイビーレイズ）
- 第61回（2013年7月3日） 宮城乃奈美、重本未紗、海老原優花、床爪さくら、中島優衣（アイドルカレッジ）
- 第62回（2013年7月17日） To-i（DISH//）
- 第63回（2013年8月7日） 岩崎夢生、芦崎麻耶、都築かな（愛乙女★DOLL）
- 第64回（2013年8月21日） 北村諒
- 第65回（2013年9月4日） 鈴木勝吾
- 第66回（2013年9月18日） Doll☆Elements
- 第67回（2013年10月9日） 藤江れいな（AKB48）
- 第68回（2013年10月23日） 山本彩乃
- 第69回（2013年11月6日） 多和田秀弥
- 第70回（2013年11月20日） 川崎純情小町☆
- 第71回（2013年12月4日） 小澤亮太
- 第72回（2013年12月18日） 阿久津愼太郎（D-BOYS）、番組見学者2人
- 第73回（2014年1月8日） 佐武宇綺（9nine）
- 第74回（2014年1月22日） 平松可奈子（元SKE48）
- 第75回（2014年2月5日） 高橋優里花（乙女新党）
- 第76回（2014年2月19日） 一木千洋
- 第77回（2014年3月5日） 志保
- 第78回（2014年3月19日） 阿久津愼太郎（D-BOYS）